# Homops niger
Homops niger är en tvåvingeart som först beskrevs av Lamb 1917.  Homops niger ingår i släktet Homops och familjen fritflugor.
Artens utbredningsområde är Moçambique. Inga underarter finns listade i Catalogue of Life.